# Lemmis caelatus
Lemmis caelatus là một loài bọ cánh cứng trong họ Zopheridae. Loài này được Pascoe miêu tả khoa học năm 1860.